# 奧西恩 (紐約州)
奧西恩（英語：Ossian）是一個位於美國紐約州利文斯頓縣的鎮。

## 人口
根據2020年美國人口普查的數據，奧西恩的面積為102.73平方千米，當中陸地面積為102.65平方千米，而水域面積為0.07平方千米。當地共有人口724人，而人口密度為每平方千米7人。